# Carmine Alfieri
Carmine Alfieri (nascido em 18 de fevereiro de 1943), também conhecido como “O ntufato” (O zangado), é um antigo criminoso italiano e membro da Camorra Napolitana. Ele era chefe do clã Alfieri e, até a sua captura em setembro de 1992, Alfieri era integrante da lista de fugitivos mais procurados na Itália. Em 1994, Alfieri decidiu se tornar um pentito (testemunha do estado). 

## Inícios do clã Alfieri
Em 1952, Carmine Alfieri e seu irmão Salvatore fundaram o clã Alfieri para vingar o assassinato de seu pai. Em 1956, Salvatore matou o assassino de seu pai. Na década dos 1960, sua primeira prisão acontece por extorsão. Em 1974, Carmine Alfieri foi iniciado na Camorra.

## Chefe da Camorra
Em 1978, Alfieri criou Nuova Famiglia (NF), uma coalizão de clãs da Camorra para enfrentar a Nuova Camorra Organizzata (NCO) de Raffaele Cutolo. Cutolo queria unir a Camorra sob sua liderança e cometeu muitos assassinatos incluindo seu irmão Salvatore. Então Alfieri junto com os chefes da NF Pasquale Galasso, Antonio Bardellino e Umberto Ammaturo participaram de muitos assassinatos de membros do NCO para se vingar de Cutolo e derrotá-lo. No entanto, com Cutolo e o NCO fora do jogo, a aliança da NF logo se desintegrou, com uma guerra entre o clans liderados por Valentino Gionta e Alfieri-Bardellino, no final de 1983. Esta guerra acabou com o assassinato de Ciro Nuvoletta e massacre de Torre Annunziata, após desses fatos a facção Alfieri-Bardellino-Galasso saiu vitoriosa e clã começa a se expandir por toda a província de Nápoles.

## Arrependimento
Em 11 de setembro de 1992, Alfieri foi preso juntamente com 2 guarda-costas depois de ser fugitivo por 9 anos. Em março de 1994, ele decide colaborar com a justiça italiana, tornando-se um pentito, rompendo o omertà (código de silêncio). Como forma de retaliação, seu filho Antonio e seu irmão Francesco são mortos.